# Quả bóng vàng FIFA 2011
Quả bóng vàng FIFA 2011 là năm thứ hai FIFA trao giải thưởng này cho những cầu thủ và huấn luyện viên bóng đá xuất sắc nhất trong năm trên thế giới. Giải thưởng được trao trong đêm Gala ở Zürich ngày 9 tháng 1 năm 2012. Không có gì bất ngờ Lionel Messi nhận giải thưởng này lần thứ ba liên tiếp (năm 2009 Messi nhận cả hai giải Quả bóng vàng châu Âu và Cầu thủ xuất sắc nhất năm của FIFA) với thành tích cực kỳ xuất sắc trong cả năm. Với thành tích này Messi đã san bằng kỷ lục ba lần liên tiếp nhận Quả bóng vàng của đương kim chủ tịch UEFA Michel Platini.
Buổi lễ trao giải diễn ra dưới sự điều khiển của Ruud Gullit - một cầu thủ từng đoạt giải Quả bóng vàng và nhà báo Kay Murray của Real Madrid TV và Fox Soccer Channel cùng với ca sĩ - nhạc sĩ James Blunt và ban nhạc của anh được chơi trong buổi lễ này. Các phần thưởng cá nhân được trao lần lượt bởi Ronaldo, Lothar Matthäus, Pelé và Chủ tịch FIFA Sepp Blatter cùng với ca sĩ nhạc pop Shakira.

## Kết quả

### Quả bóng vàng FIFA
Ba cầu thủ xếp hạng cao nhất trong danh sách đề cử của Quả bóng vàng FIFA 2011:
| Hạng | Cầu thủ           | Quốc tịch   | Câu lạc bộ  | Phiếu bầu (%) |
| ---- | ----------------- | ----------- | ----------- | ------------- |
| 1    | Lionel Messi      | Argentina   | Barcelona   | 47.88         |
| 2    | Cristiano Ronaldo | Bồ Đào Nha  | Real Madrid | 21.6          |
| 3    | Xavi              | Tây Ban Nha | Barcelona   | 9.23          |

Những cầu thủ sau cũng nằm trong danh sách rút gọn 23 cầu thủ cuối cùng của giải thưởng năm nay:
| Hạng | Cầu thủ                | Quốc tịch   | Câu lạc bộ                         | Phiếu bầu (%) |
| ---- | ---------------------- | ----------- | ---------------------------------- | ------------- |
| 4    | Andrés Iniesta         | Tây Ban Nha | Barcelona                          | 6.01          |
| 5    | Wayne Rooney           | Anh         | Manchester United                  | 2.31          |
| 6    | Luis Suárez            | Uruguay     | Ajax / Liverpool                   | 1.48          |
| 7    | Mesut Özil             | Đức         | Real Madrid                        | 1.43          |
| 8    | Samuel Eto'o           | Cameroon    | Internazionale / Anzhi Makhachkala | 1.34          |
| 9    | Iker Casillas          | Tây Ban Nha | Real Madrid                        | 1.29          |
| 10   | Neymar                 | Brasil      | Santos                             | 1.12          |
| 11   | Diego Forlán           | Uruguay     | Atlético Madrid / Internazionale   | 0.76          |
| 12   | Wesley Sneijder        | Hà Lan      | Internazionale                     | 0.72          |
| 13   | Thomas Müller          | Đức         | Bayern Munich                      | 0.64          |
| 14   | David Villa            | Tây Ban Nha | Barcelona                          | 0.53          |
| 15   | Bastian Schweinsteiger | Đức         | Bayern Munich                      | 0.50          |
| 16   | Xabi Alonso            | Tây Ban Nha | Real Madrid                        | 0.48          |
| 17   | Sergio Agüero          | Argentina   | Atlético Madrid / Manchester City  | 0.48          |
| 18   | Éric Abidal            | Pháp        | Barcelona                          | 0.36          |
| 19   | Dani Alves             | Brasil      | Barcelona                          | 0.34          |
| 20   | Karim Benzema          | Pháp        | Real Madrid                        | 0.34          |
| 21   | Cesc Fàbregas          | Tây Ban Nha | Arsenal / Barcelona                | 0.29          |
| 22   | Nani                   | Bồ Đào Nha  | Manchester United                  | 0.26          |
| 23   | Gerard Piqué           | Tây Ban Nha | Barcelona                          | 0.22          |

### Cầu thủ nữ xuất sắc nhất năm của FIFA
Ba ứng cử viên xếp hạng cao nhất cho giải thưởng Cầu thủ nữ xuất sắc nhất năm của FIFA:
| Hạng | Cầu thủ      | Quốc tịch | Câu lạc bộ             | Phiếu bầu (%) |
| ---- | ------------ | --------- | ---------------------- | ------------- |
| 1    | Sawa Homare  | Nhật Bản  | INAC Kobe Leonessa     | 28.51         |
| 2    | Marta        | Brasil    | Western New York Flash | 17.28         |
| 3    | Abby Wambach | Hoa Kỳ    | MagicJack              | 13.26         |

Bảy cầu thủ nữ sau cũng nằm trong danh sách rút gọn cuối cùng của giải thưởng năm nay:
| Hạng | Cầu thủ            | Quốc tịch | Câu lạc bộ             | Phiếu bầu (%) |
| ---- | ------------------ | --------- | ---------------------- | ------------- |
| 4    | Miyama Aya         | Nhật Bản  | Okayama Yunogo Belle   | 12.18         |
| 5    | Hope Solo          | Hoa Kỳ    | magicJack              | 7.83          |
| 6    | Lotta Schelin      | Thụy Điển | Lyon                   | 4.85          |
| 7    | Kerstin Garefrekes | Đức       | FFC Frankfurt          | 4.73          |
| 8    | Alex Morgan        | Hoa Kỳ    | Western New York Flash | 4.34          |
| 9    | Louisa Nécib       | Pháp      | Lyon                   | 3.21          |
| 10   | Sonia Bompastor    | Pháp      | Lyon                   | 2.99          |

### Huấn luyện viên xuất sắc nhất năm của FIFA (bóng đá nam)
| Hạng | Huấn luyện viên | Quốc tịch   | Đội bóng          | Phiếu bầu (%) |
| ---- | --------------- | ----------- | ----------------- | ------------- |
| 1    | Josep Guardiola | Tây Ban Nha | Barcelona         | 41.92         |
| 2    | Alex Ferguson   | Scotland    | Manchester United | 15.61         |
| 3    | José Mourinho   | Bồ Đào Nha  | Real Madrid       | 12.43         |

### Huấn luyện viên xuất sắc nhất năm của FIFA (bóng đá nữ)
| Hạng | Huấn luyện viên | Quốc tịch | Đội bóng | Phiếu bầu (%) |
| ---- | --------------- | --------- | -------- | ------------- |
| 1    | Sasaki Norio    | Nhật Bản  | Nhật Bản | 45,57%        |
| 2    | Pia Sundhage    | Thụy Điển | Hoa Kỳ   | 15,83%        |
| 3    | Bruno Bini      | Pháp      | Pháp     | 10,28%        |

### FIFA/FIFPro World XI
| Vị trí | Cầu thủ           | Quốc tịch   | Câu lạc bộ        |
| ------ | ----------------- | ----------- | ----------------- |
| GK     | Iker Casillas     | Tây Ban Nha | Real Madrid       |
| DF     | Dani Alves        | Brasil      | Barcelona         |
| DF     | Gerard Piqué      | Tây Ban Nha | Barcelona         |
| DF     | Sergio Ramos      | Tây Ban Nha | Real Madrid       |
| DF     | Nemanja Vidic     | Serbia      | Manchester United |
| MF     | Xabi Alonso       | Tây Ban Nha | Real Madrid       |
| MF     | Andrés Iniesta    | Tây Ban Nha | Barcelona         |
| MF     | Xavi              | Tây Ban Nha | Barcelona         |
| FW     | Cristiano Ronaldo | Bồ Đào Nha  | Real Madrid       |
| FW     | Lionel Messi      | Argentina   | Barcelona         |
| FW     | Wayne Rooney      | Anh         | Manchester United |

### FIFA Puskás Award - Bàn thắng đẹp nhất trong năm
Được thành lập năm 2009, giải thưởng mang tên Ferenc Puskas, ngôi sao và là đội trưởng của Đội tuyển bóng đá nam Hungari trong thập niên 1950. Giải thưởng FIFA Puskas Award được trao cho cầu thủ năm hoặc nữ có bàn thắng đẹp nhất trong năm. Trong lần thứ ba này, FIFA Puskás Award được trao cho Neymar với bàn thắng trong trận đấu giữa Santos và Flamengo với 1.3 triệu phiếu bầu.

### FIFA Presidential Award
- Alex Ferguson[2]

## Tranh cãi
Một ngày sau buổi lễ trao giải, tờ Marca của Tây Ban đưa tin rằng không một cầu thủ nào trong bốn đội trưởng của Đội tuyển bóng đá nữ quốc gia Tây Ban Nha bầu cho giải thưởng Cầu thủ nữ xuất năm nhất năm. Theo như kết quả công bố của FIFA, đội trưởng Sandra Vilanova đã bầu lần lượt cho Hope Solo, Louisa Nécib và Marta với số điểm tương ứng là 5,3 và 1.